# Wednesday 13
Wednesday 13 (читается ['wenzdeɪ θɜː'tiːn] [уэнздэй сётин], в пер. с англ.  — «Среда 13») — американская хоррор-панк-группа.

## История
Wednesday 13 — псевдоним Джозефа Пула (Joseph Poole), вокалиста группы. Он успел засветиться также как фронтмен Maniac Spider Trash, Frankenstein Drag Queens From Planet 13, Bourbon Crow, Gunfire 76 и небезызвестных Murderdolls. Группа Murderdolls распалась в начале 2004 года. Джои Джордисон, барабанщик группы, вернулся в Slipknot, а Джозеф Пул начал работу над новым материалом для группы, и после года усердной работы написал более чем 100 (!) новых песен. Подождав еще некоторое время, Wednesday 13 понял, что Джои в ближайшее время не вернется из Slipknot, и набрал команду для записи нового альбома: гитарист Piggy D, басист KidKid и ударник Ghastly. Сам же он становится еще и вторым гитаристом. Как только альбом был записан, Wednesday 13 отослал его на лейбл Roadrunner Records, и позже от них пришло согласие на выпуск альбома.

### «Transylvania 90210: Songs of Death, Dying, and the Dead …»
Дебютный альбом был выпущен под названием «Transylvania 90210: Songs of Death, Dying, and the Dead» (в пер. с англ.  — «Трансильвания 90210: Песни Смерти, Умирающих и Мертвых». Группа поехала в гастрольный тур в поддержку альбома. Было снято два клипа с альбома: «I Walked With A Zombie», включавший в себя кадры из фильма «Ночь живых мертвецов» и «Bad Things» — представлявший собой съемки Джозефа, снятые во время тура — отрывки из концертов, а также съёмки за кулисами.

### «Fang Bang»
Джозеф Пул разрывает контракт с Roadrunner Records и находит нового — Rykodisc. Состав группы меняется — KidKid решил покинуть группу, чтобы он смог сконцентрироваться на его соло проект; Piggy D тоже покинул группу по причине отсутствия на некоторых выступлениях группы; ударник Ghastly тоже ушел. На смену им пришли новые участники, хотя по сути старые, так Эрик Гриффин на гитаре, Рэйсси Шэй на барабанах были и в Murderdolls. Новый музыкант Brix стал играть на басу.
Новый альбом с названием «Fang Bang» вышел 12 сентября 2006 года. Стиль музыки стал больше близок к обычному панку. На песню «My Home Sweet Homicide» был снят клип.

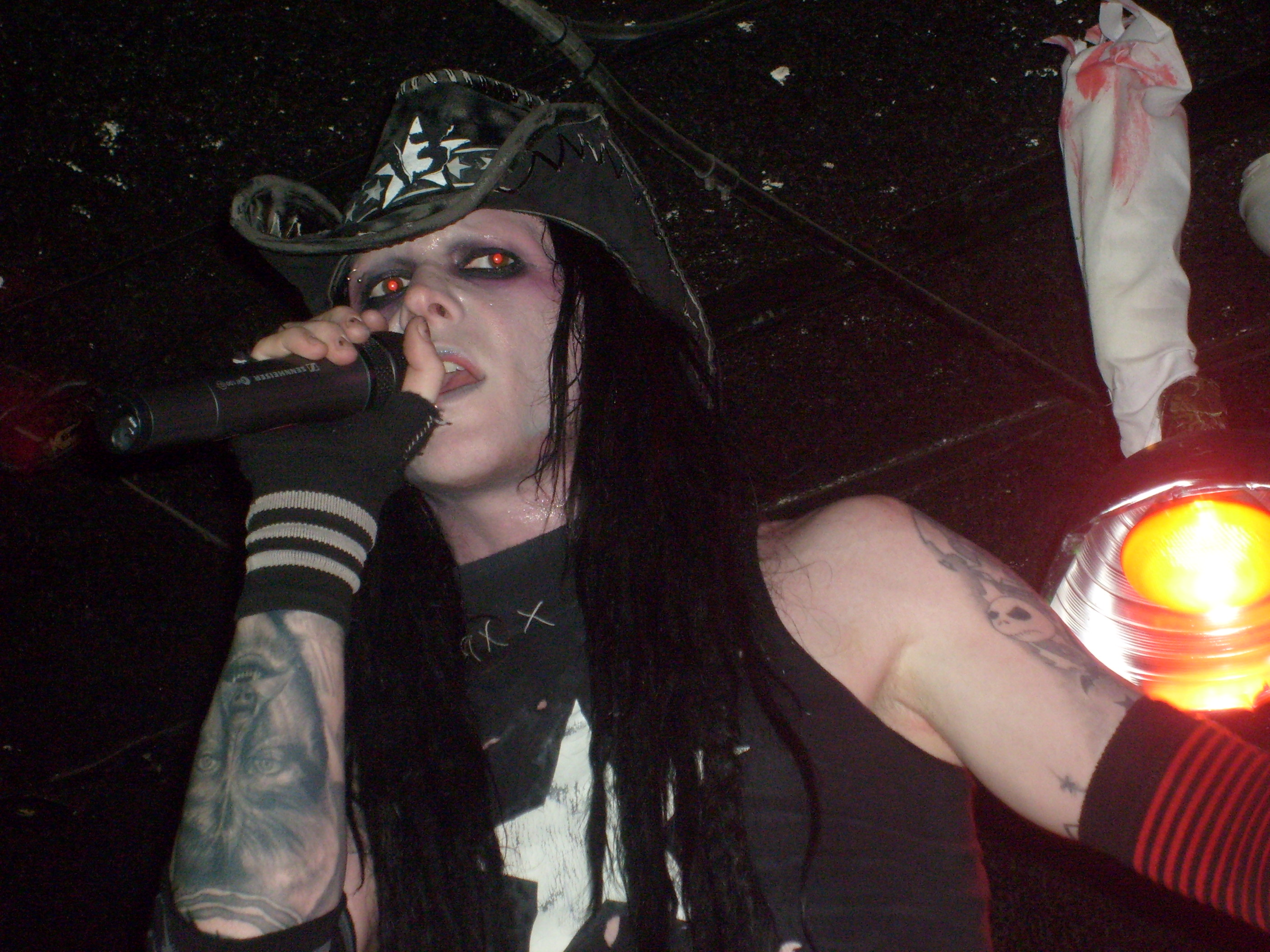
Wednesday 13 на концерте в 2007 году

### «Skeletons»
Сам Джозеф Пул сказал о Skeletons: «Это будет совершенно не похоже на Fang Bang. Новый альбом будет намного тяжелее, и вероятно самой тёмной и личной вещью, которую я когда либо записывал».

### «Fuck It, We’ll Do it Live»
14 ноября 2008 был выпущен первый живой альбом группы — «Fuck It, We’ll Do It Live». Пак из аудио CD и DVD включал в себя аудио- и видеозапись, записанную на концерте в Crocodile Rock в Аллентауне, Пенсильвания.

### «Calling All Corpses»
Последние концерты Murderdolls отыграли в апреле 2011 года. Далее Джордисон вернулся к Slipknot, так как у группы было турне куда входила и Россия. Wednesday не терял времени зря и забрал остальных участников группы Murderdolls к себе в одноименный проект Wednesday 13.
Но тут случился ряд изменений. Изначально как и предполагалось, Роман будет на гитаре, Джэк на бас-гитаре, Джейсон на ударных. Но Джозеф решил сделать небольшое продвижение группы и решил поставить Джэка вторым гитаристом, так как Среде больше хотелось отдавать внимание сцене, нежели гитаре, хотя при некоторых песнях он все же играет на гитаре. На бас-гитару пришел Трой Дроибблер, друг Джейсона. 11 октября 2011 года у Wednesday 13 вышел альбом — Calling All Corpses. Также известно, что Среда записал альбом в честь своей бывшей жены.

### «Spook and Destroy EP»
Мини-альбом из 8-ми треков вышел 8 октября 2012-го. В него вошли две новые песни, а также перезаписи и ремиксы старых. После выпуска EP Wednesday 13 отправился в тур, который также затронул и Россию (17 и 18 ноября прошли концерты группы в Москве и Санкт-Петербурге соответственно).

### «The Dixie Dead»
В 2012 году Wednesday записал достаточно материала, чтобы выпустить новый полноформатник. 18 февраля 2013-го состоялся релиз пятого альбома группы, в него вошли 13 песен. 7 января к альбому вышел клип-трейлер на одну из них. Известно, что в записи музыки Wednesday не принимал участия, а полностью доверился группе, в связи с чем звук стал значительно тяжелее, ближе к металу, нежели к панку.

### «Undead Unplugged EP»
В начале 2014 года стало известно о предстоящем выпуске EP с акустическими версиями старых песен, позже Вэнсди отправился со своей командой в акустический тур, а EP был выпущен в июле 2014-го.

### «Monsters of the Universe»
13 августа 2014 Пул через свой твиттер объявил, что в январе 2015-го состоится выход 6-го альбома Пула, альбом будет носить название Monsters of the Universe: Come out and Plague и будет являться первым концептуальным альбомом исполнителя.

## Дискография
- Transylvania 90210: Songs of Death, Dying, and the Dead (12 апреля, 2005)
- Fang Bang (29 августа, 2006)
- Skeletons (12 мая, 2008)
- Fuck It, We'll Do It Live (10 ноября, 2008)
- Bloodwork EP (16 марта, 2009)
- Burn The Flames (10 мая, 2011)
- Calling All Corpses (11 октября, 2011)
- Spook and Destroy EP (8 октября, 2012)
- The Dixie Dead (18 февраля, 2013)
- Undead Unplugged EP (8 июля, 2014)
- Monsters of the universe: Come out and Plague (январь 2015)
- Condolences (2 июня, 2017)
- Necrophaze (27 сентября, 2019)
- Horrifier (7 октября, 2022)
- Mid Death Crisis (25 апреля, 2025)

## Видеография
- I Walked With A Zombie (2005)
- Bad Things (2005)
- My Home Sweet Homicide (2006)
- F**k! We’ll Do It Live (Live DVD) (2008)
- Get Your Grave On (TDD Trailer) (2013)

## Официальные сайты
- Оф. сайт: http://wednesday-13.com Архивная копия от 21 февраля 2022 на Wayback Machine
- Twitter: https://twitter.com/officialwed13 Архивная копия от 8 июня 2013 на Wayback Machine
- Youtube-канал: https://www.youtube.com/user/WedinHollywood Архивная копия от 31 октября 2016 на Wayback Machine